# Pronace
Pronace (in greco Πρῶναξ? Prṑnax) è un personaggio della mitologia greca, figlio di Talao e Lisimaca e fratello di Adrasto. 

## Mitologia
Pronace ebbe i figli Licurgo, che si credeva fosse stato resuscitato dalla morte da Asclepio, e Anfitea, che sposò o Adrasto o Dione.
Si pensa che i Giochi Nemei siano stati istituiti in suo onore.